# Pie de la Viga
Pie de la Viga är en ort i Mexiko.   Den ligger i kommunen Mineral del Chico och delstaten Hidalgo, i den sydöstra delen av landet, 100 km norr om huvudstaden Mexico City. Pie de la Viga ligger 1 788 meter över havet och antalet invånare är 105.
Terrängen runt Pie de la Viga är varierad. Pie de la Viga ligger nere i en dal. Runt Pie de la Viga är det ganska glesbefolkat, med 27 invånare per kvadratkilometer. Närmaste större samhälle är Pachuca de Soto, 18,1 km söder om Pie de la Viga. I omgivningarna runt Pie de la Viga växer huvudsakligen savannskog.